# 西ネグロス州

ネグロス・オクシデンタル州

西ネグロス州（にしネグロスしゅう、ネグロス・オクシデンタル州、Province of Negros Occidental）は、フィリピン中部のネグロス島西半分を占める州である。2024年以降はネグロス島地方（NIR）に属している。州都はバコロド（Bacolod）であるが、バコロド市は州から行政上独立している。バコロドを含めた面積は7,926.1km2、人口は3,223,955人（2020年国勢調査）。

## 地理
ギマラス海峡を挟んでギマラス島（ギマラス州）があり、その先にイロイロ海峡を挟んでパナイ島の南部を占めるイロイロ州がある。ネグロス島の東半分は東ネグロス州と陸地で接し、タノン海峡を越えてセブ州に隣接している。西側のスールー海沖約115km先にはミマロパ地方（MIMAROPA, Region IV-B）のパラワン州領域のカガヤン諸島が点在している。
西部の海岸にあるバゴ、ヒママイラン、カバンカランなどの都市一帯の海域はタイマイ、アオウミガメ、ヒメウミガメの3種類のウミガメおよびカワゴンドウの生息地であり、沿岸のマングローブなどにはオバシギ、ホウロクシギ、カラフトアオアシシギ、アカノドカルガモ、カラシラサギ、ブンチョウなどの鳥類およびカキ、ミドリイガイ、イヨスダレ、ペガサスノツバサなどの貝類、そしてエビとカニが生息している。2016年にラムサール条約登録地となった。
かつては西ビサヤ地方（Western Visayas, Region VI）に属していたが、2024年6月以降はネグロス島地方に属している。

## 産業
経済はほぼサトウキビの栽培と砂糖産業（製糖、精製）に依存している。